# Fänkålsläktet
Fänkålsläktet (Foeniculum) är ett släkte i familjen flockblommiga växter.

## Arter
Släktet omfattar fem arter i Europa, Asien och Afrika:
- Foeniculum piperitum (Ucria) C.Presl
- Foeniculum sanguineum Triano & A.Pujadas
- Foeniculum scoparium Quézel
- Foeniculum subinodorum Maire, Weiller & Wilczek
- Foeniculum vulgare Mill.